# Ordine al merito dello stato federale della Saarland
L'Ordine al merito dello stato federale della Saarland è un ordine cavalleresco del Land tedesco della Saarland.

## Storia
L'ordine è stato fondato nel 1974.
È concesso dal presidente dei ministri della Saarland, di sua iniziativa oppure su proposta di un membro del governo provinciale.
L'ordine a differenza degli altri ordini federali non dispone di un numero massimi di insigniti. Dalla sua fondazione al 2010 è stato assegnato a 330 uomini e a 36 donne.

## Insegne
L'insegna, da portare al collo per gli uomini e al petto per le donne, è costituita da una croce smaltata di blu con al centro l'emblema del Land.
L'ordine è privo di nastro.